# Норвежки омар
Норвежкият омар (Nephrops norvegicus) е вид ракообразно от семейство Омари (Nephropidae).

## Разпространение
Видът е разпространен в Албания, Алжир, Босна и Херцеговина, Великобритания (Северна Ирландия), Германия, Гибралтар, Гърция (Егейски острови и Крит), Дания, Египет, Ирландия, Исландия, Испания (Балеарски острови и Канарски острови), Италия (Сардиния и Сицилия), Кипър, Либия, Малта, Мароко, Монако, Норвегия, Словения, Тунис, Турция, Франция (Клипертон и Корсика), Хърватия и Черна гора.